# لانخارون
لانخارون (به اسپانیایی: Lanjarón) یک منطقهٔ مسکونی در اسپانیا است که در استان گرانادا واقع شده‌است. لانخارون ۶۰٫۳۸ کیلومتر مربع مساحت دارد ۶۵۹ متر بالاتر از سطح دریا واقع شده‌است.

## خواهرخوانده
شهر آلاکواس خواهرخواندهٔ لانخارون هست.